# Внешняя политика Пакистана
Внешняя политика Пакистана — общий курс Исламской Республики Пакистан в международных делах. Внешняя политика регулирует отношения Пакистана с другими государствами. Реализацией этой политики занимается министерство иностранных дел Пакистана.
Пакистан является важным членом Организации Исламская конференция, основным союзником вне НАТО в войне с терроризмом.

## Основные принципы
Внешняя политика Пакистана отличается нестабильностью, что является следствием истории страны, религиозного фактора и географического положения. Главной целью внешней политики является сохранение территориальной целостности и обеспечение безопасности Пакистана, которые находятся под угрозой с момента создания государства. В 1947 году страна обрела независимость после раздела Британской Индии, путем образования двух независимых суверенных государств — Индии и Пакистана. Оба государства стали искать своё место в мировом порядке и стремились укрепить влияние за пределами субконтинента.
После обретения независимости между Индией и Пакистаном возникла напряженность вокруг статуса Кашмира, что повлекло за собой многочисленные военные конфликты между этими двумя странами. В 1947 году началась Первая индо-пакистанская война, после которой территория Кашмира оказалась поделена между Пакистаном и Индией. С августа по сентябрь 1965 года страны участвовали во Второй индо-пакистанской войне, которая окончилась ничьей. В 1971 году состоялась Третья индо-пакистанская война, Пакистан проиграл битву за восточную часть страны, что привело к образованию независимого государства Бангладеш. После окончания Холодной войны противостояние между Индией и Пакистаном усилилось, территориальный спор по принадлежности Кашмира до сих пор не решен.
Правительство Пакистана стремится укрепить обороноспособность страны путем сотрудничества с другими государствами. Особое внимание было уделено созданию союзнических отношений с Соединёнными Штатами Америки. Важной частью внешней политики являлась ориентация на Западный мир и антикоммунистические движения. Пакистан также считает себя авангардом независимых мусульманских государств.

## История
Во внешней политике у Пакистана были сложные отношения с соседним Советским Союзом, который наладил тесные военные и идеологические связи с Афганистаном и Индией, а также с Восточным Пакистаном. С 1947 по 1991 год СССР поддерживал Индию в отношении вопроса о принадлежности Кашмира, из-за которого Пакистан воевал с индийцами в трёх войнах. С ростом влияния СССР в регионе, Пакистан укрепил тесные отношения с Китаем в Азии и Польшей в Европе.
Пакистан поддерживает тесные отношения с исламскими странами Ближнего Востока. Эти связи обусловлены религиозными, стратегическими, политическими и экономическими причинами. В 1955 году Пакистан вместе с Ираном, Ираком и Турцией присоединился к Багдадскому пакту, военно-политическому союзу, который после выхода Ирака получил название Организация центрального договора. Пакистан, Иран и Турция, наладили тесное экономическое сотрудничество, которое вышло на первый план, хотя изначально целью Организации центрального договора являлось создание оборонительного союза. В 1979 году в Иране произошла Исламская революция, правительство шахиншаха Мохаммеда Резы Пехлеви было свергнуто и новые иранские власти приняли решение выйти из Организации центрального договора.
В 1985 году Пакистан стал одним из основателей Организации экономического сотрудничества. Внешняя политика Пакистана способствовала укреплению связей с Ближним Востоком посредством расширения торговли. Кроме того, пакистанские граждане, работающие в государствах Персидского залива, Ливии и Иране, предоставили возможность получать денежные переводы, которые стали основным источником валютных поступлений. В 1991 году началась Война в Персидском заливе, что стало серьёзной проблемой для правительства Пакистана, так как снизился поток валютных поступлений в страну. Это стало одной из причин для направления пакистанских вооружённых сил в Саудовскую Аравию и вступления в войну на стороне сил международной коалиции против Ирака. Однако, отношения Пакистана с Саудовской Аравией и другими государствами Персидского залива не отличались теплотой во время войны. Пакистан направил всего 11 000 военнослужащих, которые защищали объекты религиозного мусульманского наследия в Саудовской Аравии. Внутри страны решение пакистанского правительства занять сторону международной коалиции в войне не вызвало однозначного одобрения, пакистанцами публично озвучивалось мнение, что Саддам Хусейн поступил правильно, захватив Кувейт. Генерал вооружённых сил Пакистана Аслам Бек публично заявил о поддержке правительства Ирака, что поставило руководителей страны в сложное положение и привело к смещению генерала с должности. После окончания войны в Персидском заливе Пакистан предпринял дипломатические усилия для восстановления своих позиций в регионе. Кроме того, многие пакистанские рабочие вернулись на прежние места, а Пакистан продолжил военное сотрудничество со странами региона. В результате, Пакистан сумел укрепить свои позиции в качестве влиятельного игрока на Ближнем Востоке.
Пакистан также внёс свой вклад в создание вооружённых сил нескольких арабских государств, направляя в эти страны военных инструкторов. Пакистан укрепил свои исламские связи начав играть одну из ведущих ролей в Организации Исламская конференция (ОИК), а также поддержал создание независимого Государства Палестина и не признает существование Израиля.
В ноябре 1992 года Пакистан, Иран, Турция, Афганистан и пять бывших советских республик: Казахстан, Азербайджан, Кыргызстан, Туркменистан и Узбекистан стали активно сотрудничать в рамках Организации экономического сотрудничества, которая стала одной из крупнейших экономических организаций в мире. Премьер-министр Пакистана Наваз Шариф считал, что ОЭС является продолжателем исторического Великого шёлкового пути. Пакистан выразил готовность организовать строительство крупной сети автомагистралей для связи Центральной Азии с Аравийским морем, а также по развитию железнодорожной сети между государствами. Наваз Шариф добавил, что окончание Гражданской войны в Афганистане положительно скажется на развитии торгово-экономических связей. С соседним Афганистаном у Пакистана сложились сложные отношения. В 2010-х годах начался Афгано-пакистанский пограничный конфликт, вызванный территориальным спором вдоль линии Дюранда.